# Leo Robert
Leo Robert (ur. 16 stycznia 1921 w Montrealu, zm. 28 listopada 2016) – kanadyjski kulturysta, który zdobył tytuł Mister Universe w 1955 roku. Otrzymał tytuł "Najbardziej muskularny mężczyzna Ameryki" (ang. America's most muscular man).